# Labatiriccaridia yunnanensis
Labatiriccaridia yunnanensis är en bladmossart som beskrevs av Furuki et D.G.Long. Labatiriccaridia yunnanensis ingår i släktet Labatiriccaridia och familjen Aneuraceae. Inga underarter finns listade i Catalogue of Life.